# Cephalacanthus
Cephalacanthus, monotipični biljni rod iz porodice primogovki smješten u tribus Justicieae, dio potporodice Acanthoideae. Jedina vrsta je južnoamerički grm ili polugrm C. maculatus, peruanski endem Opisan je u Repertorium Specierum Novarum Regni Vegetabilis 1: 158. 1905.